# Pekauman (Sidoarjo)
Pekauman is een bestuurslaag in het regentschap Sidoarjo van de provincie Oost-Java, Indonesië. Pekauman telt 2157 inwoners (volkstelling 2010).